# Stazione di Collegno
Stazione di Collegno vasútállomás Olaszországban, Collegno településen.

## Vasútvonalak
Az állomást az alábbi vasútvonalak érintik:
- Torino–Modane-vasútvonal

## Kapcsolódó állomások
A vasútállomáshoz az alábbi állomások vannak a legközelebb:
- Stazione di Alpignano (Stazione di Bardonecchia, Stazione di Susa, Line SFM3)
- Stazione di Grugliasco (Stazione di Torino Porta Nuova, Line SFM3)